# Rhytidosporum diosmoides
Rhytidosporum diosmoides är en tvåhjärtbladig växtart som först beskrevs av Putt., och fick sitt nu gällande namn av L.W. Cayzer, M.D. Crisp och I.R.H. Telford. Rhytidosporum diosmoides ingår i släktet Rhytidosporum och familjen Pittosporaceae. Inga underarter finns listade.